# 伊塔帕西
伊塔帕西是巴西戈亚斯州的一个市镇。总面积956.126平方公里，总人口14876人，人口密度15.6人/平方公里。